# Mount Blackwelder
Mount Blackwelder är ett berg i Antarktis. Det ligger i Östantarktis. Nya Zeeland gör anspråk på området. Toppen på Mount Blackwelder är 2 340 meter över havet, eller 385 meter över den omgivande terrängen. Bredden vid basen är 16,7 km.
Terrängen runt Mount Blackwelder är huvudsakligen kuperad, men åt sydväst är den platt. Trakten är obefolkad. Det finns inga samhällen i närheten.